# انپو
انپو (به ژاپنی: 延寳 Enpō) نام عصر ژاپنی (ننگو) در دوره ادو بود. این دوره بعد از کانبون (دوره) و قبل از تننا بود. این دوره از سپتامبر ۱۶۷۳ تا سپتامبر ۱۶۸۱ میلادی ادامه داشت. در این دوره  امپراتور ریگن امپراتور ژاپن بود.